# كيليان هايز
كيليان هايز (بالإنجليزية: Killian Hayes)‏ هو لاعب كرة سلة أمريكي - فرنسي يلعب في مركز لاعب هجوم خلفي أو مدافع مسدد الهدف في نادي ديترويت بيستونز.

## روابط خارجية
- كيليان هايز على موقع الاتحاد الدولي لكرة السلة (الإنجليزية)
- كيليان هايز على موقع إن بي أي (الإنجليزية)
- كيليان هايز على موقع سبورتس رفرنس (الإنجليزية)
- كيليان هايز على موقع كرة السلة الأوروبية.كوم (الإنجليزية)
- كيليان هايز على موقع إي إس بي إن.كوم (الإنجليزية)
- كيليان هايز على موقع ريلجم (الإنجليزية)
- كيليان هايز على موقع بروبوليرز (الإنجليزية)
- كيليان هايز على موقع سبورتس رفرنس (الإنجليزية)
- كيليان هايز على موقع سبورتس رفرنس (الإنجليزية)